# 6Gradi
Sei Gradi è un programma di Radio 3 in onda dall'11 gennaio 2010 dal lunedì al venerdì dalle 18:00 alle 18:45.
È ispirato alla teoria dei sei gradi di separazione che connettono le persone tra loro; parimenti ad altri programmi della rete, vede alla conduzione due speakers che si alternano a cadenza settimanale.
Prendendo spunto dal suggerimento di ascoltatore che lo propone, connette in un itinerario sette brani musicali, passando da ciascuno al successivo attraverso un legame che può essere logico, storico, stilistico, autorale, biografico, o che segua un'altra traccia, all'insegna della massima varietà.
Il venerdì la puntata segue una scaletta stilata attraverso gli stessi criteri da un ascoltatore, e scelta a caso dalla redazione.